# Darius Maskoliūnas
Darius Maskoliūnas (ur. 6 stycznia 1971 w Janowie) – litewski koszykarz i trener koszykarski, medalista olimpijski i mistrz Euroligi, działacz samorządowy.

## Życiorys
Jako koszykarz (mierzący 195 cm) był związany początkowo z Žalgirisem Kowno, wygrał z tym klubem Euroligę i zdobywał z nim pięciokrotnie mistrzostwo Litwy. Pozostałą część kariery sportowej spędził w Prokomie Treflu Sopot, z klubem tym wygrywając dwukrotnie rozgrywki Polskiej Ligi Koszykówki. W 2000 wraz z reprezentacją Litwy zdobył brązowy medal na Letnich Igrzyskach Olimpijskich 2000 w Sydney.
Po zakończeniu kariery sportowej zajął się działalnością trenerską. Od 2007 był asystentem trenera, a w latach 2009–2010 trenerem Žalgirisu Kowno. Od 2010 związany z klubem koszykarskim Lietuvos Rytas Wilno. W 2013 został trenerem Trefla Sopot, a w 2015 asystentem w Žalgirisie Kowno. Od 2013 był asystentem trenera reprezentacji Litwy w koszykówce mężczyzn, a w 2019 objął stanowisko selekcjonera tej drużyny.
W 1989 ukończył szkołę średnią w rodzinnym Janowie, a w 2010 studia z zakresu administracji publicznej na Uniwersytecie Michała Römera. W 2007 i 2011 wybierany do rady miejskiej Wilna. W wyborach parlamentarnych w 2008 kandydował bez powodzenia do parlamentu z ramienia Związku Liberałów i Centrum. Odszedł z LiCS razem z Artūrasem Zuokasem do tworzonego przez tegoż Związku TAK. W 2012 ponownie bezskutecznie startował do Sejmu. W wyborach samorządowych w 2015 nie uzyskał reelekcji z ramienia Litewskiego Związku Wolności.

## Osiągnięcia
Na podstawie, o ile nie zaznaczono inaczej.

### Zawodnicze
Drużynowe
- Mistrz:
  - Euroligi (1999)
  - Litwy (1993–1999)
  - Polski (2004, 2005)
  - Ligi Północnoeuropejskiej (1999)
- Wicemistrz:
  - FIBA EuroCup Challenge (2003)
  - Polski (2002, 2003)
- Brązowy medalista mistrzostw Polski (2001)
- Zdobywca:
  - pucharu:
    - Saporty (1998)
    - Polski (2000, 2001)[2]

  - superpucharu Polski (2001)
- Finalista superpucharu Polski (2000)

Indywidualne
- Powołany do udziału w meczu gwiazd PLK (1999, 2003 – nie wystąpił w obu)

Reprezentacja
- Brązowy medalista igrzysk olimpijskich (2000)
- Uczestnik:
  - Eurobasketu (1997 – 6. miejsce, 1999 – 5. miejsce)
  - mistrzostw świata (1998 – 7. miejsce)

### Trenerskie
- Mistrzostwo:
  - Ligi Bałtyckiej (2008*, 2010)
  - Litwy (2008*, 2016*)
- Wicemistrz:
  - Litwy (2009*, 2010–2013)
  - Ligi Bałtyckiej (2009*, 2012*)
- Brąz:
  - Ligi Bałtyckiej (2011)
  - VTB (2010, 2012*)
  - Eurocup (2012*)
  - mistrzostw Polski (2014)
- Puchar LKF (2008*)
- Superpuchar Polski (2013)
- Finał Pucharu Litwy (2009*, 2010, 2011, 2016*)

(*) – jako asystent trenera